# Sylvia Pantel
Sylvia Pantel (nascida em 1 de janeiro de 1961) é uma política alemã da União Democrata-Cristã (CDU) que actua como membro do Bundestag pelo estado da Renânia do Norte-Vestfália desde 2013.

## Carreira política
Pantel tornou-se membro do Bundestag pela primeira vez nas eleições federais alemãs de 2013, representando o distrito de Düsseldorf II. Ela é membro da Comissão de Famílias, Idosos, Mulheres e Jovens.

## Posições políticas
Antes da eleição para liderança da União Democrata-Cristã da Alemanha em 2021, Pantel endossou publicamente Friedrich Merz para suceder a Annegret Kramp-Karrenbauer como presidente do partido.